# Gerardo Arellano
Gerardo Arellano Becerra (Buga, Valle del Cauca, 24 de diciembre de 1946-Bogotá, 27 de noviembre de 1989) fue un cantante lírico colombiano. Tenor que interpretaba arias operáticas, música romántica y colombiana.

## Trayectoria profesional
Estudió música en la Universidad Nacional de Bogotá y posteriormente se graduó con honores como cantante en la Scala de Milán en Italia.
Pocas grabaciones quedaron de su voz, la mayoría de ellas bajo la dirección del maestro Eduardo Cabas.
Fue solista de la Estudiantina de la Universidad Nacional, del Trío Joyel, del Grupo Coral Ballestrinque, del  Coro Arellano Becerra y de la Compañía Nacional de Opera.
Cantó con las orquestas sinfónicas de Colombia, Valle, Antioquia y con la Filarmónica de Bogotá y en las temporadas de opera  desde 1977 hasta 1985. Se desempeñó durante varios años como maestro de ceremonias del Festival de Música Andina Mono Núñez, en Ginebra, Valle.

## Homenajes
En el municipio colombiano de Ginebra existe un coliseo denominado Coliseo Gerardo Arellano Becerra, lugar donde anualmente se celebra el Festival de Música Andina Mono Núñez.

### Muerte
Murió el 27 de noviembre de 1989, en el atentado al vuelo 203 de Avianca.